# Jet Propulsion Laboratory

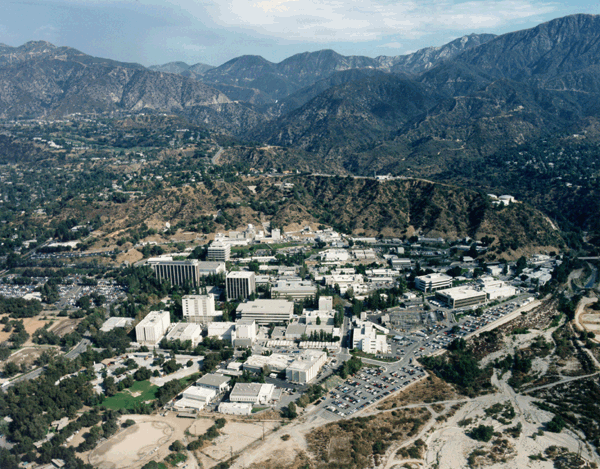
JPL:s byggnadskomplex i Pasadena, Kalifornien

Jet Propulsion Laboratory (JPL) bygger och styr satelliter och rymdsonder åt NASA. JPL är en del av California Institute of Technology (Caltech) i Pasadena, Kalifornien och grundades på 1930-talet av Jack Parsons, när han tillsammans med en bekant började att experimentera med raketer. Den 31 oktober 1936 startade de sin första raket. Den 31 januari 1958 startade JPL med Explorer 1, USA:s första satellit.
JPL beräknar och ger också ut mycket exakta efemerid-tabeller, som uppdateras med ungefär 20 års intervall.

## Några uppdrag
- Explorer 1 till 5
- Mariner 1 till 10
- Ranger 1 till 9, Surveyor 1 till 7
- Seasat
- Viking 1 och Viking 2
- Voyager 1 och Voyager 2
- Galileo
- Pathfinder, Opportunity och Spirit
- Cassini

JPL byggde även instrument till andra missioner, till exempel till rymdteleskopet Hubble.

## Lista på direktörer
- Theodore von Kármán, 1938–1944
- Frank Malina, 1944–1946
- Louis Dunn, 1946–1954
- William Hayward Pickering, 1954–1976
- Bruce C. Murray, 1976–1982
- Lew Allen 1982–1990
- Edward C. Stone, 1991–2001
- Charles Elachi, 2001–